# Bosque de piedra de Pampachiri
El Bosque de piedra de Pampachiri, también llamado Pampa de Pabellones o Páncula, es un bosque de piedra ubicado en la Cordillera de los Andes, distrito de Pampachiri, departamento de Apurímac. Esta formación está ubicada en los 3,600 m de altitud sobre el nivel del mar y extendida sobre aproximadamente 60 hectáreas.

El lugar se caracteriza por las numerosas rocas en formas puntiagudas o hongos que alcanza 6 a 8 metros de altura. Estas poseen minerales como el cuarzo.
La formación se originó hace cuatro millones de años por los materiales expulsados de los volcanes Qarwarasu y Sotaya.